# Gostyniński
Gostyniński là một huyện thuộc tỉnh Mazowieckie của Ba Lan. Huyện có diện tích 615 km². Đến ngày 1 tháng 1 năm 2011, dân số của huyện là 46572 người và mật độ 76 người/km².